# 田中信明
田中 信明（たなか のぶあき、1946年8月26日 - ）は、日本の外交官。千葉県出身。

## 略歴
千葉県生まれ。東京都立日比谷高等学校を経て東京大学法学部卒業後、1970年外務省入省。ケンブリッジ大学キングスカレッジ卒（経済学修士）。世界平和研究所(中曽根平和研）主任研究員（初代）、早稲田大学国際部非常勤講師（1987～1992）、同志社女子大学教授（2002～2004）を経験しながら、大洋州課長、企画課長、北米一課長、外務副報道官、北米局そして総合政策局審議官、サンフランシスコ総領事、駐パキスタン大使などを歴任。
湾岸戦争当時、対米交渉に当たる。又、日米合同委員会の日本側代表として普天間基地移設問題、厚木基地環境問題等に取り組む。更に偵察衛星導入に当たっての対米交渉に当たる。パキスタンでは大地震での対パ救援活動を指揮。
国際機関の経験が長く、1980-1983年に国連広報局に明石康事務次長の下で広報官を、1994-1997年にユネスコ事務次長（財政、人事、総務担当）を務める。その経験を買われ2006-2007年にアナン事務総長を補佐し、国連事務次長（軍縮局長）に任用された。
国連ではクラスター爆弾禁止条約に向けて国連を積極的支持に政策変更させた。
その後、潘基文事務総長就任後に辞任、2007-2011年まで駐トルコ日本国大使を務める。現在はガイアコンタクトのCEOとして中東・アジアのコンサルタントを務める。
2020年、瑞宝中綬章受章。
沖縄科学技術大学院大学評議員、日本・中東医学協会理事。
センチュリー財団・カーネギー財団共催の「パキスタンに関する国際作業グループ（ピカリング米国・元国務次官座長）」のメンバー。
外務省において、最初のワイン・エクスパートになるとともに、ブルゴーニュ及びボルドー騎士団の一員。